# Marika Lichter

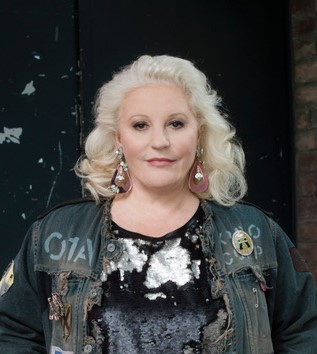
Marika Lichter (2014)

Mariza „Marika“ Lichter (* 24. Oktober 1949 in Wien) ist eine österreichische Sängerin, Schauspielerin und Musikmanagerin. Seit 2017 ist Lichter Intendantin des neu gegründeten Musicalsommers Winzendorf. Sie ist zudem Geschäftsführerin einer Künstleragentur.

## Leben und Wirken

### Kindheit und Ausbildung
Marika Lichter wurde als Tochter eines polnischen Vaters und einer ungarischen Mutter geboren, beide Überlebende des Holocaust. Im Alter von drei Jahren begann sie mit dem Klavierspiel und erhielt Tanzunterricht. Mit 12 Jahren wurde sie am Klavier am Konservatorium der Stadt Wien ausgebildet, zwei Jahre später kam Gesangsunterricht bei Alice Gross-Jiresch hinzu. Nach dem Abschluss mit Diplom in Operngesang folgten weitere Studien bei Ruthilde Boesch. 
1969 belegte sie hinter Angela Deloni und den Milestones den dritten Platz in der nationalen Ausgabe des Talentwettbewerbs Show-Chance, den sie im selben Jahr auch bei der internationalen Ausgabe in Mainz erreichte.

### Raimundtheater
Nach ihrem Theaterdebüt im Jahr 1972 stand sie am Wiener Raimundtheater in Operetten auf der Bühne, an der Seite von Künstlern wie Attila Hörbiger, Elfie Mayerhofer und Else Rambausek. Zum Beispiel war sie als Adele in Die Fledermaus, als Juliette in Der Graf von Luxemburg, als Riquette in Viktoria und ihr Husar, als Berta Fliederbusch in Die Landstreicher, als Franzi in Wiener Blut und später als Mrs. van Hopper im Musical Rebecca sowie in Les Misérables zu hören.

### Theater an der Wien
1977 folgte ihr Debüt am Theater an der Wien als Deborah in der deutschsprachigen Erstaufführung des Musicals Mayflower von Eric Charden. Hier spielte sie auch in zwei Uraufführungen von Musicals mit: 1978 als Dolly in Die Gräfin vom Naschmarkt von Erwin Halletz an der Seite von zum Beispiel Marika Rökk, Bert Fortell und Eric Pohlmann sowie 1992 als Hofdame und Frau Wolf in Elisabeth unter der Regie von Harry Kupfer. Dem von ihr gemanagten Uwe Kröger gelang damals mit der Rolle „Der Tod“ der endgültige Durchbruch.

### Theater in der Josefstadt und Wiener Kammerspiele
An den Wiener Kammerspielen der Josefstadt übernahm Lichter 2012 die Hauptrolle der Mutter Oberin in der Produktion Non(n)sense von Dan Goggin und wirkte dort 2014 in der Uraufführung von Schön, Schön, Schön von Franz Wittenbrink als Karin mit. Ihr Debüt am großen Haus des Theaters in der Josefstadt erfolgte 2018, wobei sie in der Uraufführung von Daniel Kehlmanns Reise der Verlorenen eine jüdische Sängerin an Bord des Schiffes „St. Louis“ bei dessen Irrfahrt durch die Weltmeere verkörperte. 2020 trat sie an den Kammerspielen mit dem Programm Kein Blattl vor'm Mund mit berühmten Liedern und Chansons von Gerhard Bronner auf.

### Weitere Engagements
Gastspiele führten Lichter zum Beispiel an das Berliner Theater des Westens, wo sie 1973 mit Marika Rökk in Die Csárdásfürstin zu sehen war. 1997 wirkte sie bei der Eröffnung der Seebühne Klagenfurt  in der Show That’s Musical mit. 
Bei den Sommerspielen in Laxenburg trat sie ab 2001 regelmäßig auf und wirkte dort bei mehreren Uraufführungen mit: 2005 als Seraphine in Der Diener dreier Herren, 2007 als Elsa von Laxenburg in Lohengrin von Laxenburg sowie 2009 in Opfer in der Unterwelt von Susanne Wolf. Weiters war sie zu Gast bei den Sommerspielen Perchtoldsdorf, den Sommerspielen Melk, den Maria Enzersdorfer Sommerspielen und den Seefestspielen Mörbisch. Ab 2015 gastierte sie auch beim Musicalfrühling Gmunden, zum Beispiel als Mrs. Lyons in Willy Russels Musical Blutsbrüder und als Mrs. Medlock in Der geheime Garten von Lucy Simon.
Zusammen mit Pia Douwes, Uwe Kröger, Viktor Gernot und Anna Maria Kaufmann ging Lichter 2004 mit der Produktion Musical Moments auf Tournee.
Am Stadttheater in Klagenfurt spielte sie 2005/2006 Jacks Mutter in Into the woods. 2006 übernahm sie bei der Premiere des Stückes Csaterberg von Angelika Messner in Oberwart die weibliche Hauptrolle an der Seite unter anderen von Willi Resetarits und Wolfgang Ambros.
Beim Wiener Musicalsommer 2012 im Arkadenhof des Wiener Rathauses spielte sie an der Seite von unter anderen Maya Hakvoort, Jan Ammann und Oliver Arno. 2013 wirkte sie am Münchner Staatstheater am Gärtnerplatz als Maria in der Premiere von Der Mann von La Mancha mit. 2014 spielte sie in der Broadway-Komödie Otello darf nicht platzen am Wiener Akzent Theater und wirkte 2015 als Solistin bei den Jubiläumskonzerten der Vereinigten Bühnen Wien anlässlich 50 Jahre Musical an den Bühnen.
Lichter war bei internationalen Festivals wie zum Beispiel Rio de Janeiro, Caracas, Mexiko-Stadt, Havanna und Athen zu Gast. Sie sang zudem fünf Jahre lang in Gerhard Bronners Cabaret Fledermaus

### Fernsehen
Ebenfalls wirkte Lichter vielfältig im Fernsehen. In der TV-Kinderserie Die Rätselburg von Thomas Brezina spielte sie von 1997 bis 2002 in über 50 Folgen die Lady Huberta von Humpelstein. Von 1998 bis 1999 moderierte sie ihre eigene Esoterik-Fernseh-Show. In der 2. Staffel der Castingshow Starmania war sie Haupt-Jurorin. 2007 präsentierte sie die neue TV-Show Ich bin sexy in fünf Folgen auf ATV. Zudem war sie Gast in Fernsehshows und Serien wie Strauss Dynasty, Calafati Joe oder Schlosshotel Orth und anderen. 
Außerdem tanzte sie 2005 in der 1. Staffel der Tanz-Fernsehshow Dancing Stars mit dem Tanzprofi Andy Kainz und ging als Siegerin der Staffel hervor. Ihr Preisgeld als „Dancing Star“ spendete sie der Organisation Licht ins Dunkel.

### Privates
Lichter ist geschieden und hat einen Sohn.
2009 trennte sich Uwe Kröger trotz laufendem Vertrages nach 15 Jahren Zusammenarbeit von seiner langjährigen Managerin Marika Lichter, mit der er zwanzig Jahre lang auch privat befreundet gewesen war. Der Streit landete vor Gericht und endete nach mehreren Verhandlungen zugunsten Uwe Krögers.

## Soziales Engagement
Seit 1990 ist Lichter als Geschäftsführerin für den vom damaligen Bundeskanzler Franz Vranitzky gegründeten Gemeinnützigen Verein – Wider die Gewalt verantwortlich und hat in dieser Zeit mehr als 3,5 Millionen Euro eingenommen. Seit 2015 gibt es die Wider-die-Gewalt-Gala auch in Tirol. Zahlreiche in- und ausländische Künstler geben jährlich eine Benefizgala an den Vereinigten Bühnen Wien. Zugunsten des Vereins fand außerdem dreizehn Jahre lang die Nacht der Wiener Wirtschaft im Rathaus statt, die von Lichter moderiert und mitorganisiert wurde und ebenso von 2005 bis 2011 die Palazzo Charity Gala. Mehrfach wurde zugunsten des Vereins eine Gala in Innsbruck veranstaltet, und auch die erfolgreiche Serie Kabarett gegen Gewalt fand mehrere Jahre lang im CasaNova Vienna statt. Ab 2018 übernahm Lichter mit ihrer Agentur die Organisation des traditionsreichen Juristenballs mit einer Tombola zugunsten des Vereins.
Sie setzt sich außerdem für die Brustkrebshilfe und für den Verein Flora – Wienerinnen gegen Brustkrebs ein.
Im Jahr 2009 wurde Marika Lichter für ihr Engagement von der Stadt Wien mit dem Goldenen Rathausmann ausgezeichnet.

## Auszeichnungen
- 2006: Goldenes Verdienstzeichen des Landes Wien[10]
- 2009: Goldener Rathausmann der Stadt Wien[11]
- 2017: Goldenes Ehrenzeichen für Verdienste um die Republik Österreich[12]

## Buchveröffentlichung
- Mut kann man nicht kaufen. Das war's noch lange nicht, Ueberreuter-Verlag, Wien 2017, ISBN 978-3-8000-7684-0

## Diskografie (Auswahl)

### Alben
- In Love with Musical. Mit Viktor Gernot, Maya Hakvoort, Uwe Kröger (Reverso; 1996)
- Still in Love with Musical. Mit Pia Douwes, Uwe Kröger, Viktor Gernot (Diversity Recordings; 1997)
- In Love with Musical again. Mit Uwe Kröger, Pia Douwes, Viktor Gernot (Reverso; 2001)
- Marika Lichter: Zeitlos (GBM; 2006)
- Im Zwio. Gerhard Bronner, Marika Lichter (Unikum ST-UN 3303; o. J.)

### Singles
- Adieu (Amadeo; 1968)
- Luciana (Philips; 1969)
- Und dann siehst Du sie (Ariola; 1969)
- Dann wird es wieder schön sein / Allein (Polydor; 1969)
- Ich hab einen Kummer / Geh nicht vorüber (Columbia; 1970)
- Tu nicht so / Wieder (Philips; 1970)
- Marry Go Round (Philips; 1970)
- Ungeküßt / Männer sind so (Columbia; 1971)
- Musik ist Trumpf. Mit den Titeln Musik ist Trumpf / Spiel noch einmal für mich, Habannero / Tipipipitipso (CBM; 2006)